# Grünhainichen
Grünhainichen est une commune de Saxe (Allemagne), située dans l'arrondissement des Monts-Métallifères, dans le district de Chemnitz.

## Personnalités
- Margarete Wendt (1887–1979), designeuse, fondatrice de la société Wendt & Kühn ;
- Margarete Kühn (1888–1977), designeuse, fondatrice de la société Wendt & Kühn ;
- Olly Wendt (de) (1896–1991), designeuse.